# Equiseticola
Equiseticola is een monotypisch geslacht van schimmels behorend tot de familie Phaeosphaeriaceae. Het bevat alleen Equiseticola fusispora. 